# トリメチルシリルジアゾメタン
トリメチルシリルジアゾメタン（trimethylsilyldiazomethane、TMSジアゾメタンと略される）は、有機合成に用いられる試薬のひとつで、爆発性を持つジアゾメタンの代替として用いられる。主な用途は O-メチル化剤。化学式(CH3)3SiCHN2で、分子量114.25、沸点96 ℃、比重1.436の引火性の強い無色液体。CAS登録番号は18107-18-1、水には不溶だが、多くの有機溶媒に溶ける。遮光下で保存する。
ジアゾメタンが強い爆発性を持つ扱いの難しい気体であるのに対し、トリメチルシリルジアゾメタンは安定な液体であり、実験室における扱いは遙かに容易である。これはケイ素原子のd電子が共鳴構造を安定化させるためと考えられる。2 M程度のヘキサンまたはジクロロメタン溶液として市販もされている。

## 生成
トリメチルシリルジアゾメタンは1981年に、塩入孝之らによって、塩化トリメチルシリルメチルマグネシウム ((CH3)3SiCH2MgCl) とジフェニルリン酸アジド (DPPA) との反応によって合成された。現在は各社から試薬として市販されている。

## 用途
フェノールあるいはカルボン酸のO-メチル化剤として汎用され、メチルエーテル誘導体やメチルエステル誘導体を生成する。ジアゾメタンと同様な条件で反応し、生成物にトリメチルシリル基は残らずメチル誘導体となる。
活性なアセチレン類（三重結合）、エチレン類（二重結合）と1,3-双極子付加反応してピラゾール誘導体ないしはピラゾリン誘導体を生成する。この場合は生成物にトリメチルシリル基が残存する。
塩入らにより、アーント・アイシュタート合成におけるジアゾメタンの代替物質としての利用が報告されている。